# VH1 Storytellers (альбом Ринго Старра)
VH1 Storytellers (рус. Рассказчики историй на VH1) — концертный альбом Ринго Старра, записанный и выпущенный для одноимённой популярной телевизионной музыкальной программы телесети VH1 в 1998 году. В отличие от предыдущих концертных альбомов Старра, в этом альбоме Ринго предстаёт в более «интимной», близкой к зрителю обстановке, где он рассказывает (когда это требуется) об истории создания исполняемых песен.
В записанной 13 мая 1998, за месяц до выпуска студийного альбома Старра Vertical Man (и предназначенной для рекламы выпуска этого студийного альбома), телевизионной программе (и концертном альбоме) участвуют постоянно сотрудничавший в этот период со Старром музыкант, автор песен и продюсер Марк Хадсон (спродюсировавший и этот концертный альбом), а также аккомпанирующая Старру группа под названием «The Roundheads». Кроме песен с альбома Vertical Man, в программе было исполнено много песен как из времён участия Ринго в The Beatles, так и из его сольного периода после 1970 года. Комментарии Старра к песням звучат в расслабленном, часто юмористическом стиле.

## Выпуск альбома
Альбом был выпущен 19 октября 1998 лейблом Mercury, с которым Старр начал сотрудничать при выпуске Vertical Man. Согласно данным журналиста Питера Палмиере (Peter Palmiere), это был последний альбом Старра, перед выпуском которого в США на CD-диске выпускалась версия альбома на магнитофонной компакт-кассете, как всегда делалось раньше. Однако в некоторых странах на Дальнем Востоке на кассетах и в дальнейшем продолжали выпускаться альбомы Старра, включая Ringo Rama, Choose Love и Photograph: The Very Best of Ringo Starr.
VH1 Storytellers из-за своей «камерной», «интимной» обстановки остаётся уникальным изданием среди других концертных альбомов Старра. Хотя альбом и провалился в чартах, но получил вполне доброжелательные отзывы критиков.

## Список композиций (на альбоме)
| №   | Название                                       | Автор(ы)                         | Длительность |
| --- | ---------------------------------------------- | -------------------------------- | ------------ |
| 1.  | «With a Little Help from My Friends»           | Леннон — Маккартни               | 4:18         |
| 2.  | «It Don’t Come Easy»                           | Ричард Старки                    | 3:18         |
| 3.  | «I Was Walkin'»                                | Старки/Марк Хадсон/Dean Grakal   | 4:21         |
| 4.  | «Don't Pass Me By»                             | Старки                           | 5:40         |
| 5.  | «Back Off Boogaloo»                            | Старки                           | 3:40         |
| 6.  | «King of Broken Hearts»                        | Старки/Хадсон/Steve Dudas/Grakal | 7:42         |
| 7.  | «Octopus's Garden»                             | Старки                           | 2:51         |
| 8.  | «Photograph»                                   | Старки/Джордж Харрисон           | 4:10         |
| 9.  | «La De Da»                                     | Старки/Хадсон/Dudas/Grakal       | 5:04         |
| 10. | «What In The… World»                           | Старки/Хадсон/Dudas/Grakal       | 5:31         |
| 11. | «Love Me Do»                                   | Леннон — Маккартни               | 3:42         |
| 12. | «With a Little Help from My Friends (Reprise)» | Леннон — Маккартни               | 1:19         |
| 13. | «I’ve Got Blisters…»                           | см. примечание 1                 | 0:13         |
| 14. | «The End»                                      | см. примечание 2                 | 0:03         |

Примечания:

1) Дэнни Солацци (Danny Solazzi) из рок-группы «The Characters» спрашивает: «В конце песни „Helter Skelter“ кто говорит про натёртые волдыри на пальцах — вы или Джон?» Ринго: «Это был я. У МЕНЯ ВОЛДЫРИ НА ПАЛЬЦАХ!!! (англ. I’VE GOT BLISTERS ON MY FINGERS!!!)»

2) Ринго: «Хотелось бы верить, что это конец. (англ. I do believe this is the end.)»

## Список композиций (на концерте)
| №   | Название                                       | Автор(ы)                         | Длительность |
| --- | ---------------------------------------------- | -------------------------------- | ------------ |
| 1.  | «With a Little Help from My Friends»           | Леннон — Маккартни               |              |
| 2.  | «Back Off Boogaloo»                            | Старки                           |              |
| 3.  | «Don't Pass Me By»                             | Старки                           |              |
| 4.  | «It Don’t Come Easy»                           | Ричард Старки                    |              |
| 5.  | «Octopus's Garden»                             | Старки                           |              |
| 6.  | «Photograph»                                   | Старки/Джордж Харрисон           |              |
| 7.  | «La De Da»                                     | Старки/Хадсон/Dudas/Grakal       |              |
| 8.  | «King of Broken Hearts»                        | Старки/Хадсон/Steve Dudas/Grakal |              |
| 9.  | «Love Me Do»                                   | Леннон — Маккартни               |              |
| 10. | «With a Little Help from My Friends (Reprise)» | Леннон — Маккартни               |              |

## Участники записи
- Ринго Старр: барабаны, вокал, клавишные.
- Джо Уолш: гитара, вокал.
- Марк Хадсон: электрогитара, акустическая гитара, губная гармоника, бэк-вокал.
- Гэри Бёрр: электрогитара, акустическая гитара, мандолина, бэк-вокал.
- Стив Дудас (Steve Dudas): электрогитара.
- Джек Блэйдс: бас-гитара, бэк-вокал.
- Джим Кокс: B3 organ, клавишные, бэк-вокал.
- Скотт Гордон (Scott Gordon): губная гармоника.
- Саймон Кирк: барабаны, перкуссия.

## Технический персонал
- Sleeve art direction: Margery Greenspan
- Design and layout: Sandra Monteparo
- Cover photograph: Marc Bryan-Brown